# Uyanga
Uyanga (mongoliska: Уянга Сум, Уянга, Uyanga Sum) är ett distrikt i Mongoliet.   Det ligger i provinsen Övörchangaj, i den centrala delen av landet, 400 km väster om huvudstaden Ulaanbaatar.